# Nhật Bản Tân Đảng
Nhật Bản Tân Đảng (日本新党 (Nhật Bản Tân đảng) Nihon Shintō) là một đảng phái chính trị ở Nhật Bản tồn tại từ năm 1992 đến năm 1994.
Đảng này được coi là theo khuynh hướng tự do, được thành lập bởi Hosokawa Morihiro, cựu nghị sĩ Quốc hội và là Thống đốc tỉnh Kumamoto, người đã rời Đảng Dân chủ Tự do để phản đối các vụ bê bối tham nhũng trong đảng này. Năm 1992, đảng đã bầu bốn thành viên vào Tham Nghị viện, bao gồm cả Hosokawa. Mặc dù đây là một kết quả đáng thất vọng đối với họ, nhưng vào năm 1993, họ đã có thể tận dụng sự bất mãn của cử tri đối với Đảng Dân chủ Tự do, bầu tổng cộng 35 thành viên (bao gồm 3 người tham gia sau cuộc bầu cử). Hosokawa trở thành Thủ tướng lãnh đạo một liên minh rộng rãi, nhưng nhanh chóng bị buộc phải từ chức do nội bộ liên minh này liên tục gặp lục đục.
Đảng bảo vệ chủ nghĩa chính trị cải lương, quyền của người tiêu dùng và hỗ trợ phân quyền.
Đến năm 1994, Nhật Bản Tân Đảng giải thể, các thành viên của đảng này chuyển sang Đảng Tân tiến (新進党).

## Danh sách lãnh đạo Nhật Bản Tân Đảng
| No.                            | Tên (sinh–mất)                    | Chân dung         | Đại diện         | Nhiệm kỳ            | Nhiệm kỳ            | Thủ tướng (nhiệm kỳ) | Thủ tướng (nhiệm kỳ) |
| No.                            | Tên (sinh–mất)                    | Chân dung         | Đại diện         | Bắt đầu             | Kết thúc            | Thủ tướng (nhiệm kỳ) | Thủ tướng (nhiệm kỳ) |
| ------------------------------ | --------------------------------- | ----------------- | ---------------- | ------------------- | ------------------- | -------------------- | -------------------- |
| Tách ra từ: Đảng Dân chủ Tự do |                                   |                   |                  |                     |                     |                      |                      |
| 1                              | Hosokawa Morihiro (sinh năm 1938) |                   | Quận 1, Kumamoto | 22 tháng 5 năm 1992 | 9 tháng 12 năm 1994 |                      | Miyazawa 1991–93     |
| 1                              | Hosokawa Morihiro (sinh năm 1938) | chính ông 1993–94 | Quận 1, Kumamoto | 22 tháng 5 năm 1992 | 9 tháng 12 năm 1994 |                      |                      |
| 1                              | Hosokawa Morihiro (sinh năm 1938) | Hata 1994         | Quận 1, Kumamoto | 22 tháng 5 năm 1992 | 9 tháng 12 năm 1994 |                      |                      |
| 1                              | Hosokawa Morihiro (sinh năm 1938) | Murayama 1994–96  | Quận 1, Kumamoto | 22 tháng 5 năm 1992 | 9 tháng 12 năm 1994 |                      |                      |
| Đảng kế tục: Đảng Tân tiến     |                                   |                   |                  |                     |                     |                      |                      |

## Kết quả bầu cử

### Chúng Nghị viện
| Tổng tuyển cử | Lãnh đạo          | Số phiếu bầu | %    | Số ghế   | Hạng | Vị thế              |
| ------------- | ----------------- | ------------ | ---- | -------- | ---- | ------------------- |
| 1993          | Hosokawa Morihiro | 5,053,981    | 8.05 | 35 / 511 | 5    | Liên minh cầm quyền |

### Tham Nghị viện
| Tổng tuyển cử | Lãnh đạo          | Đại diện | Đại diện | Đại diện | Trạng thái đảng | Trạng thái đảng | Trạng thái đảng | Số ghế  | Hạng | Vị thế  |
| Tổng tuyển cử | Lãnh đạo          | Số phiếu | %        | Số ghế   | Số phiếu        | %               | Số ghế          | Số ghế  | Hạng | Vị thế  |
| ------------- | ----------------- | -------- | -------- | -------- | --------------- | --------------- | --------------- | ------- | ---- | ------- |
| 1992          | Hosokawa Morihiro | —        | —        | —        | 3,617,247       | 7.97            | 4 / 126         | 4 / 252 | 4    | Đối lập |